# Округ Линколн (Колорадо)
Линколн (енгл. Lincoln County) је округ у америчкој савезној држави Колорадо. По попису из 2010. године број становника је 5.467. Седиште округа је град Хјуго.

## Демографија
Према попису становништва из 2010. у округу је живело 5.467 становника, што је 620 (10,2%) становника мање него 2000. године.
| Група             | 2000.         | 2010.         |
| Белци             | 5.126 (84,2%) | 4.345 (79,5%) |
| Афроамериканци    | 302 (5,0%)    | 290 (5,3%)    |
| Азијати           | 34 (0,6%)     | 43 (0,8%)     |
| Хиспаноамериканци | 519 (8,5%)    | 683 (12,5%)   |
| Укупно            | 6.087         | 5.467         |